# Cotinus coggygria
Espèce
Statut de conservation UICN

LC : Préoccupation mineure
Cotinus coggygria, le Fustet commun, Arbre à perruque, Sumac des teinturiers ou Sumac fustet, est une espèce de plantes à fleurs de la famille des Anacardiaceae et du genre Cotinus. C'est un arbuste à feuilles arrondies originaire d'Asie et d'Europe tempérées, souvent planté pour ses qualités de plante ornementale. En effet, au printemps, ses pédicelles s'allongent en se garnissant de poils, donnant ainsi de longs panaches, blancs, vaporeux, très décoratifs ; puis en automne, le feuillage se pare de couleurs rouge orangé.

## Noms vulgaires et vernaculaires
En plus de ses noms recommandés ou typiques « Fustet commun », « Arbre à perruques », « Sumac des teinturiers » ou « Sumac fustet », l'espèce est aussi nommée en français « Barbe-de-Jupiter », « Coquecigrue », « Fustet » ou encore « Marabout ».

## Taxonomie

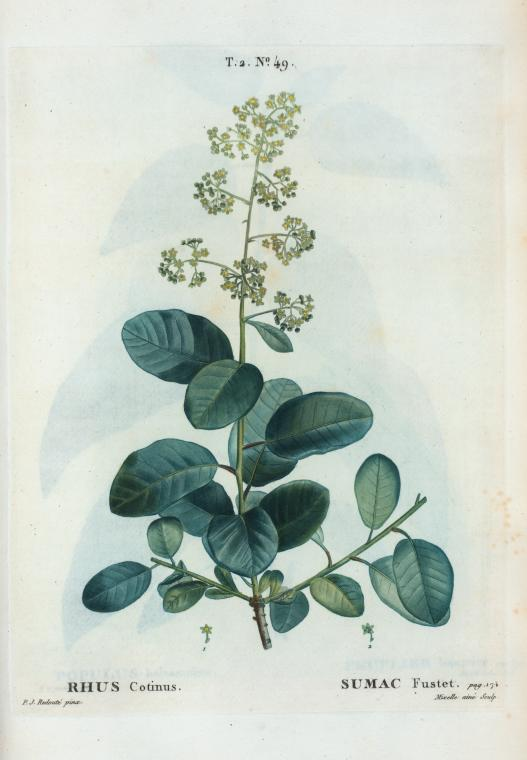
Illustration botanique par Pierre-Joseph Redouté.

L'espèce est décrite en premier par le naturaliste austro-italien Giovanni Antonio Scopoli en 1771, qui la classe dans le genre Cotinus sous le nom binominal Cotinus coggygria.
Cotinus coggygria a pour synonymes :
- Cotinus cinereus (Engl.) F.A.Barkley[4]
- Cotinus coggygria f. atropurpureus (Burv.) Geerinck[4]
- Cotinus coggygria var. chengkouensis Y.T.Wu[4]
- Cotinus coggygria subsp. glabrus H.Kaur & M.Sharma[4]
- Cotinus coggygria var. glaucophyllus C.Y.Wu[4]
- Cotinus coggygria var. parvifolia Beck[4]
- Cotinus coriarius Duhamel[4]
- Cotinus cotinus (L.) Sarg.[4]
- Cotinus ellipticus Raf.[4]
- Cotinus velutinus (Engl.) F.A.Barkley[4]
- Rhus cotina St.-Lag.[4]
- Rhus cotinus var. purpurea Rehder[1]
- Rhus cotinus L., 1753[1],[4]
- Rhus laevis Wall. ex G.Don[4]
- Rhus obovatifolia Stokes[4]
- Rhus simplicifolia Salisb., 1796[1]

## Description

### Appareil végétatif
C'est un arbuste mesurant 1 à 5 m de haut. La feuille est munie d'un pétiole mesurant jusqu'à 3,5 cm ; le limbe foliaire est largement elliptique à obovale, long de 3 à 8 cm et large de 2,5 à 6 cm, pubescent sur les deux faces, la base arrondie à largement cunéiforme, le bord entier, l'apex arrondi, présentant 6 à 11 paires de nervures latérales.

### Appareil reproducteur

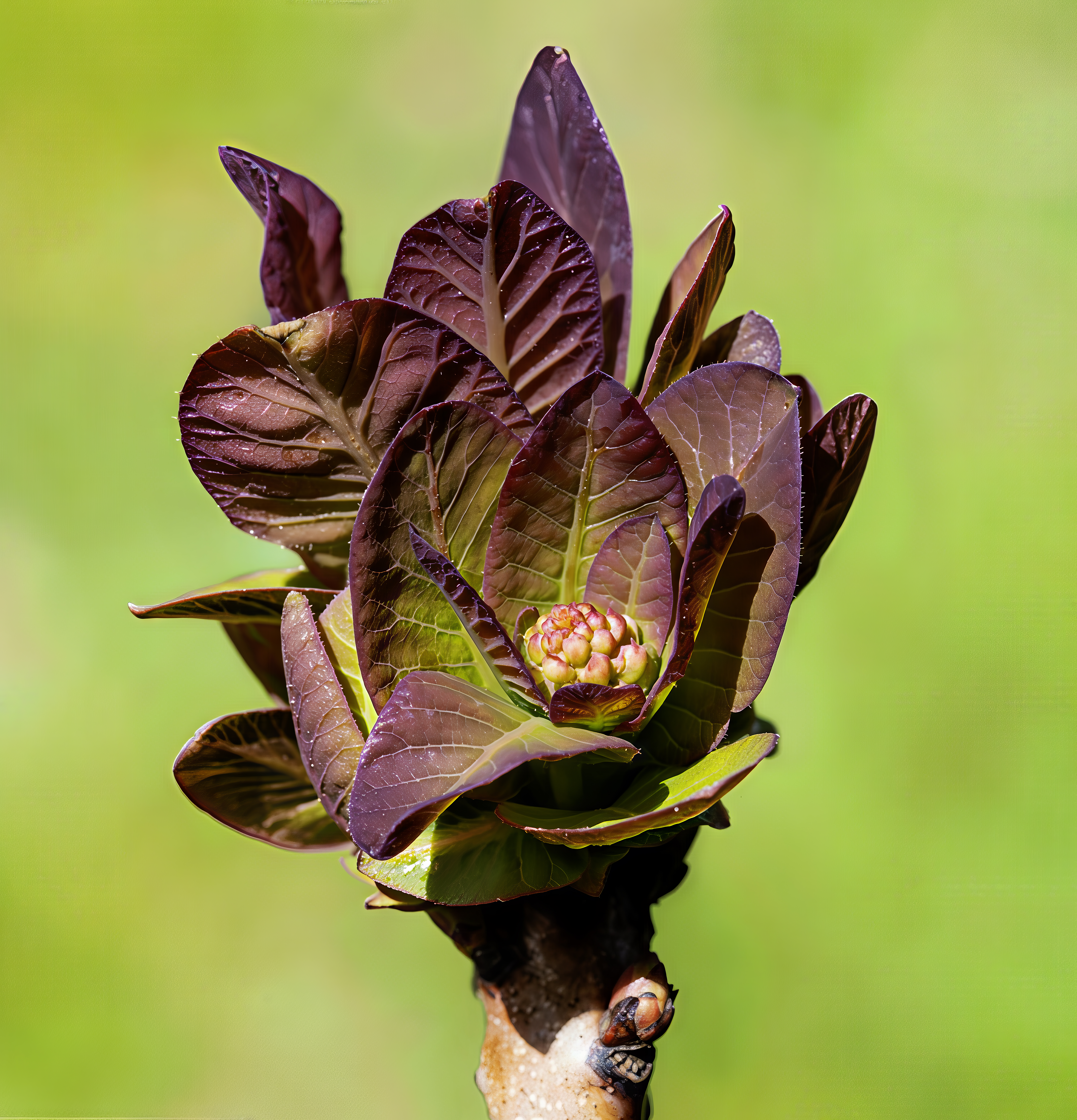
Bourgeons foliaires en cours de déploiement avec inflorescence immature
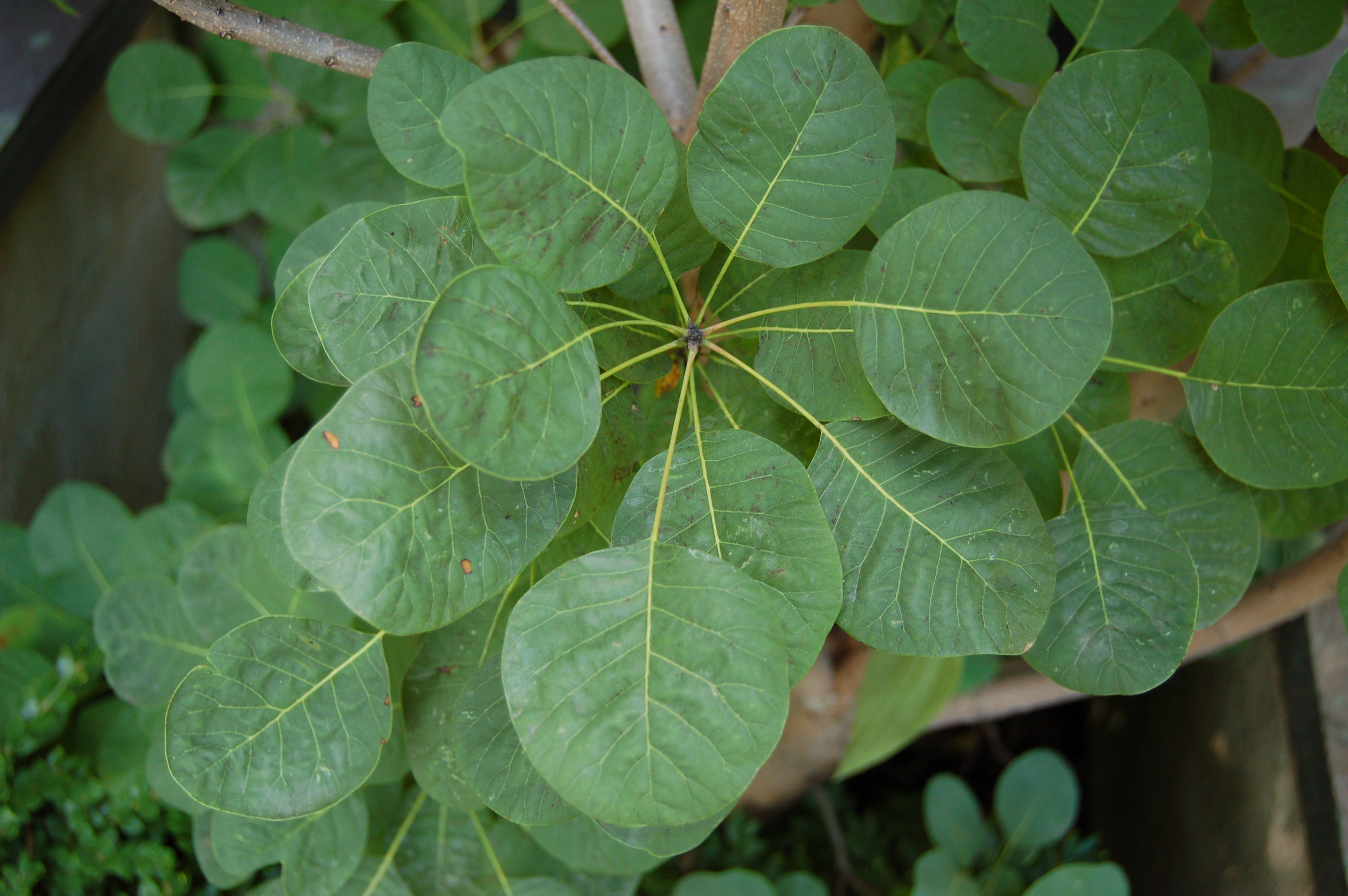
Feuilles
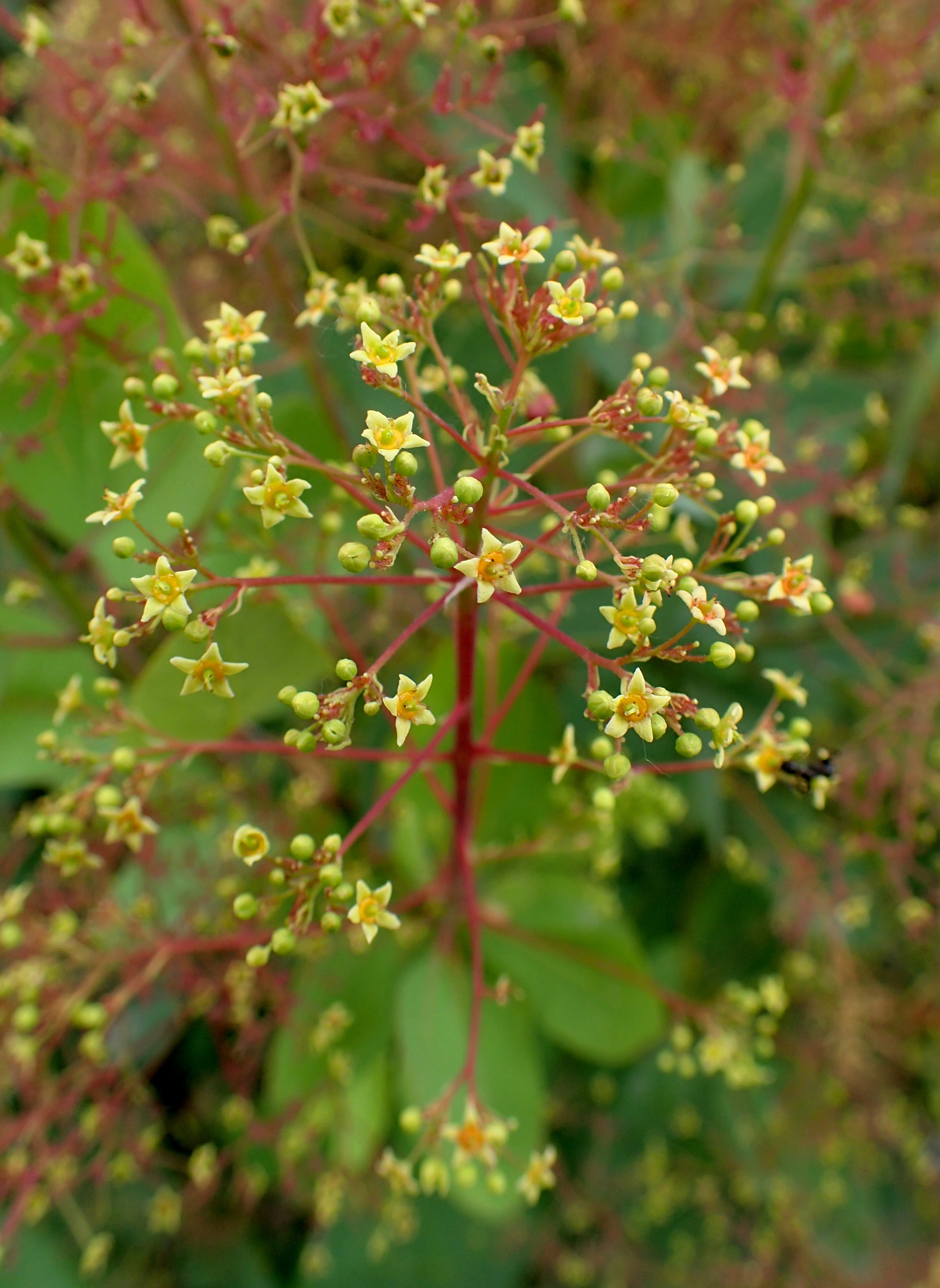
Panicule.
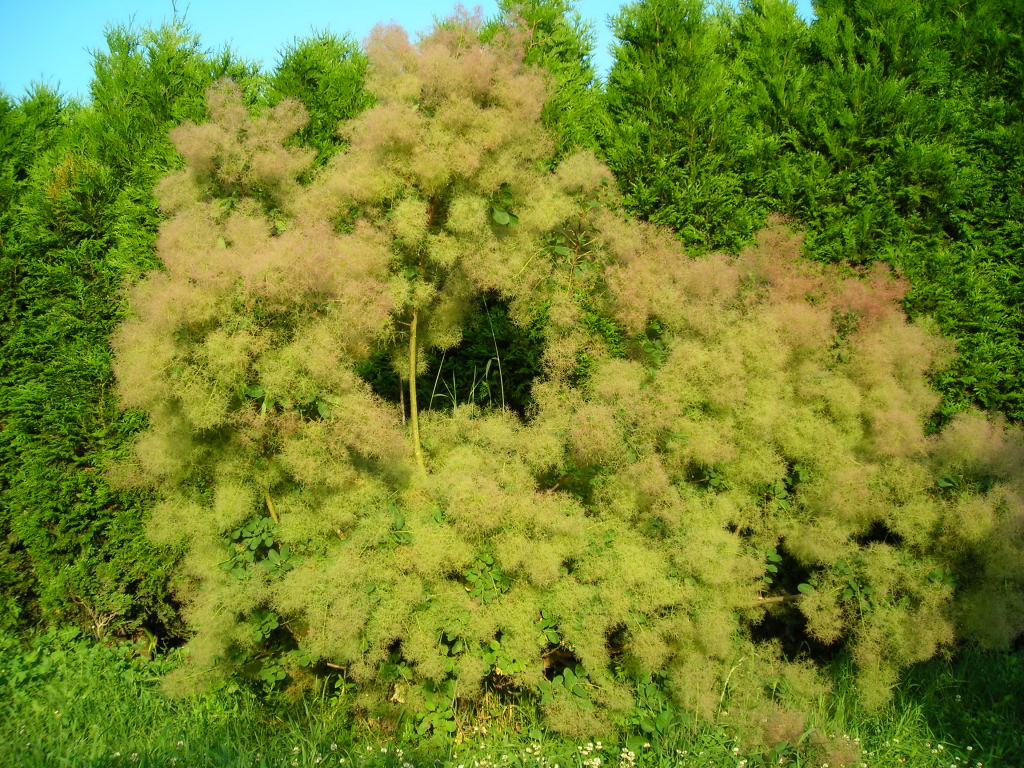
Au moment de la floraison, l'arbre donne vaguement l'impression d'être recouvert de perruques. Les poils soyeux et étalés de l'inflorescence donnent à l'arbuste un aspect brumeux, ce qui lui vaut d'être nommé smoke tree (« arbre à fumée ») en anglais[6].

L'inflorescence est une panicule pubescente. Le pédicelle mesure 7 à 10 mm ; la fleur, jaunâtre, environ 3 mm de diamètre. Le calice est glabre, à lobes ovés-triangulaires, environ longs de 1,2 mm et larges de 0,8 mm. Les pétales sont ovales à ovales-lancéolés, longs de 2–2,5 mm et larges d'environ 1 mm. Les étamines mesurent environ 1,5 mm ; les anthères sont ovoïdes, de longueur égale à celle des filaments. Le disque est pentalobé, brun violacé. L'ovaire est subglobuleux, d'environ 0,5 mm de diamètre ; il y a trois styles, libres, inégaux. Le fruit est une drupe réniforme, longue d'environ 4,5 mm et large de 2,5 mm, glabre. 
La floraison a lieu de février à août en Chine, en mai-juin en France, et la fructification de mai à novembre en Chine, en juillet-août en France.

## Répartition
L'Arbre à perruques est originaire d'Eurasie tempérée, présent à l'ouest jusqu'en France métropolitaine, au nord jusqu'au  Kazakhstan, au sud jusqu'en Iran et au Pakistan, et à l'est jusqu'en Chine. Il est naturalisé et cultivé en Amérique du Nord, et en Corée.

## Habitat et écologie
À l'extrême ouest de son aire de répartition (en France), c'est une espèce indicatrice des junipéraies méditerranéennes à Genévrier commun, des peuplements alpins de Genévrier thurifère du supraméditerranéen moyen et supérieur, des peuplements de Pin maritime de Provence et Alpes-Maritimes sur substrats calcaires et dolomitiques, des buxaies supraméditerranéennes, des peuplements alpins de Genévrier thurifère du supraméditerranéen inférieur et des yeuseraies à Frêne à fleurs.
À l'extrême est de son aire de répartition (en Chine), il pousse dans les forêts et fourrés des collines et des montagnes, de 700 à 2 400 m d'altitude.

## Menaces et conservation
L'Union internationale pour la conservation de la nature (UICN) ne pense pas qu'il y ait de menaces majeures pour cette espèce. Elle est présente dans des habitats ouverts, arbustifs et rocheux, peu favorables à l'expansion agricole. L'espèce s'étend dans des zones dégradées en Italie. Il est possible qu'elle soit collectée à l'échelle locale pour un usage médicinal, mais cela n'entraîne pas une mortalité ou des impacts significatifs sur la population en général. Par conséquent, l'espèce est de préoccupation mineure selon l'UICN.

## Arbuste d'ornement

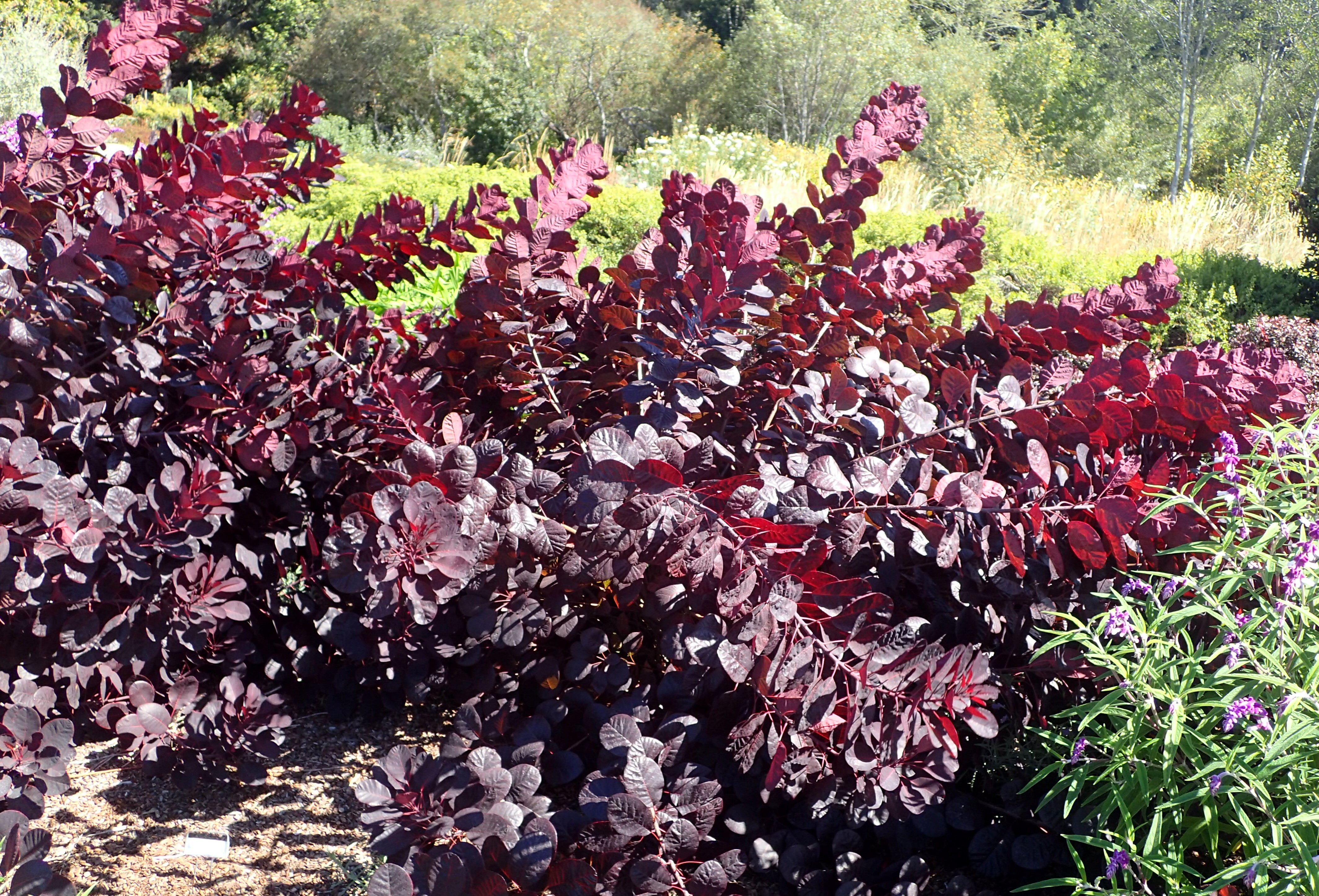
Cultivar 'Royal Purple'.

L'espèce est largement cultivée comme plante ornementale ; il existe un cultivar à feuilles violettes.

## Autres usages

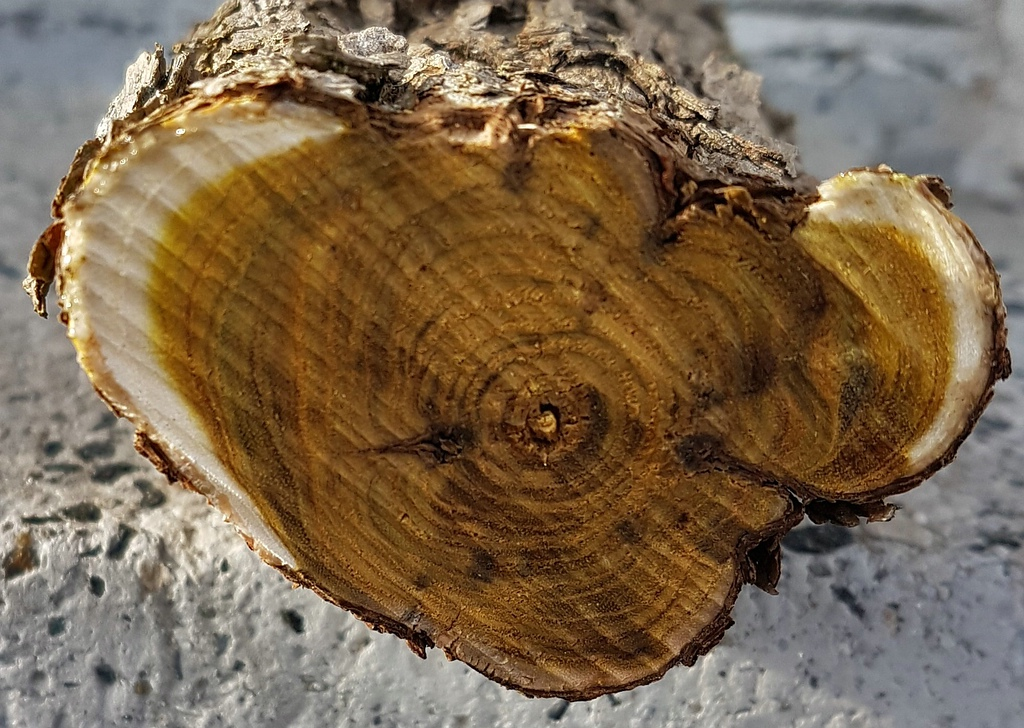
Vue en coupe du tronc.

L'écorce est employée dans la tannerie dans la région de la Méditerranée orientale. Le bois produit une teinture orange.
En médecine populaire, il est couramment utilisé comme antiseptique, anti-inflammatoire, antimicrobien et antihémorragique dans la cicatrisation des plaies. En Bulgarie, cette espèce aurait été utilisée pour préparer une tisane à usage médicinal, pour le traitement de la diarrhée, des inflammations buccales et des ulcères gastriques et duodénaux, et les extraits se sont avérés avoir une teneur phénolique élevée et des propriétés antioxydantes. Il partage beaucoup de métabolites secondaires avec Toxicodendron vernicifluum.